# Ghosthunter
Ghosthunter (рус. Охотник на призраков) — видеоигра для PlayStation 2, выпущенная компанией Sony Computer Entertainment и изданная в России компанией «Софт Клаб». Действие игры разворачивается в наши дни. Полицейский-новичок Лазарь Джонс, после сделанной по глупости ошибки, вынужден стать Охотником на призраков — одним из тех, кто оберегает людей от невидимых человеческому глазу жестоких духов.

## Игровой процесс
Основная задача игры — поиск и поимка сбежавших из контейнера призраков. Поимка осуществляется с помощью Астральной ловушки. Также к основной будут приложены дополнительные задания, в основном это помощь определённым персонажам в спасении кого-либо или разрешение каких-либо конфликтов. Эти задания непосредственно влияют на процесс игры. В игре присутствуют шесть локаций, четыре из которых — параллельные миры (в них вы попадаете через Астральные врата). На каждой локации появляются новые, более сильные призраки, задания становятся сложнее, а сама локации — всё более похожими на гигантские лабиринты с плохим освещением и множеством призрачных монстров, так и норовящих выпрыгнуть из-за угла и с жутким рёвом броситься на вашего героя. Также имеются призраки, находящиеся на всех или почти на всех уровнях, такие как Синий дух или Громила. Так что приходится всегда оставаться начеку.

## Сюжет
После проверки заброшенного здания школы Монтси в Детройте, Лазарь Джонс и его новая напарница Анна Стил обнаруживают контейнер с призраками и Лазарь их нечаянно выпускает. Призраки захватывают Стил и уносят в параллельный мир. Один из них, девушка-призрак Астрал, вселяется в Джонса и наделяет его способностью видеть мёртвых. Лазарь решает отправиться на поиски Анны.

## Отзывы
| Сводный рейтинг | Сводный рейтинг |
| Агрегатор       | Оценка          |
| --------------- | --------------- |
| GameRankings    | 72,40 %         |